# Jaume Ripoll Vaquer
Jaume Ripoll Vaquer (Palma, 1977) és cofundador i director editorial de la plataforma de visionat sota demanda Filmin. També és impulsor del festival de cinema mallorquí Atlàntida.

## Biografia
Neix en una família vinculada al món del cinema. El seu pare va començar a treballar programant cinemes i després va regentar el cinema d'Alaró. Finalment, faria el pas a regentar videoclubs, on Ripoll forjaria el seu gust pel cinema i començaria a fer recomanacions a la clientela.
L'any 2000, es matricula a l'ESCAC on es llicencia en Direcció, com a part de la tercera promoció de l'escola. Quan fa tercer de carrera, el seu pare mor i ell hereta el negoci familiar de videoclubs i distribució de VHS. Dona continuïtat al negoci primer a través de la distribuïdora Manga Films i, després, fent el salt a Cameo, la distribuïdora de Juan Carlos Tous.
En aquell moment es desfà dels videoclubs i es desplaça a Barcelona per començar a treballar en una plataforma de distribució en xarxa. Allò és el germen de Filmin, que començarà a cuinar l'any 2006 i llançara el 2008 conjuntament amb Tous i José Antonio de Luna.
Ripoll ha estat jurat en festivals com el de Berlín, l'In-Edit o el Festival de Sitges i ha fet conferències als festivals de Cannes, Venècia, Berlín, Locarno, Rotterdam, San Sebastià, EuropaCinema Prague i Unifrance Paris. Entre 2013 i 2017 va ser director del màster de Distribució Online de la Universitat Oberta de Catalunya.
En el terreny de la producció, va debutar el 2015 amb Barcelona, nit d'hivern. També ha estat productor executiu de pel·lícules com Ojos Negros, Samantha Hudson, Jean François i el sentit de la vida o El ventre del mar, d'Agustí Villaronga. Com a guionista, ha participat en l'escriptura de Som gent honrada d'Alejandro Marzoa.